# Nížkov
Nížkov är en ort i Tjeckien.   Den ligger i regionen Vysočina, i den centrala delen av landet, 120 km sydost om huvudstaden Prag. Nížkov ligger 528 meter över havet och antalet invånare är 878.
Terrängen runt Nížkov är platt.Runt Nížkov är det ganska glesbefolkat, med 35 invånare per kvadratkilometer. Närmaste större samhälle är Havlíčkův Brod, 18,2 km nordväst om Nížkov. I omgivningarna runt Nížkov växer i huvudsak blandskog.